# Albert James Smith
 (août 2024).
Pour les articles homonymes, voir Albert Smith et Smith.
Albert James Smith (1822 - 1883), était un homme politique canadien qui fut premier ministre du Nouveau-Brunswick.

## Biographie
Albert James Smith est né le 12 mars 1822 à Shédiac. Il commence par travailler au magasin de son père puis suit des études de Droit et fait un stage dans le cabinet d’Edward Barron Chandler à Dorchester.
Il entre au Barreau le 6 février 1845 comme procureur, puis comme avocat le 4 février 1847.

## Politique provinciale
Il se lance en politique en 1852 et rallie le camp des libéraux de Charles Fisher dont il devient un des ministres du Conseil exécutif en 1854. Même s'il s'oppose à Fisher lorsque celui-ci tente d'établir la prohibition dans la province en 1856, ce qui provoque la chute du gouvernement, il lui reste néanmoins fidèle et retourne au Conseil exécutif lors du retour aux commandes de Fisher en 1857.
Smith, devenant de plus en plus opposé au projet de Confédération, démissionne en 1862 et gagne les élections de 1865 en axant sa campagne sur les désavantages qu'il y aurait pour le Nouveau-Brunswick à rejoindre cette Confédération.
Smith ne reste toutefois pas longtemps premier ministre car son gouvernement est instable, étant composé d'hommes ayant en commun leur rejet de la Confédération, mais opposés sur tous les autres sujets. Devant cette situation ingérable, le lieutenant-gouverneur Arthur Gordon pousse Smith à la démission en mars 1866.

## Politique fédérale
Une fois la Confédération devenue réalité, Smith, mis devant le fait accompli, décide de jouer le jeu, est élu député de la circonscription de Westmorland à la Chambre des communes en 1867, et devient très actif dans la défense des intérêts du Nouveau-Brunswick. Il devient même ministre fédéral de la Marine et des Pêcheries du 7 novembre 1873 au 16 octobre 1878 dans le gouvernement Mackenzie et est fait chevalier commandeur de l'Ordre de Saint-Michel et Saint-Georges le 25 mai 1878, ce qui en fait alors le premier néo-brunswickois à avoir cet honneur.
La fin de sa carrière politique est moins brillante, car Smith intervient de moins en moins dans les débats, tant et si bien qu'il finit par perdre son siège en 1882.
Il meurt le 30 juin 1883 à Dorchester.